# Coppa del Mondo di cricket 1996
La Coppa del Mondo di cricket 1996 (chiamata anche Wills World Cup) fu la sesta edizione del torneo mondiale di cricket. Fu disputata dal 14 febbraio al 17 marzo 1996 e fu organizzata congiuntamente da Pakistan, India e Sri Lanka. Per la prima volta il torneo vide la partecipazione di 12 squadre.
La vittoria finale andò alla selezione dello Sri Lanka, che in finale sconfisse l'Australia.

## Partecipanti
| Metodo di qualificazione | Date                       | Sede  | Posti | Qualificate                                                                                       |
| ------------------------ | -------------------------- | ----- | ----- | ------------------------------------------------------------------------------------------------- |
| Full Members dell'ICC    | \                          | \     | 9     | Australia Nuova Zelanda Sri Lanka Inghilterra Pakistan Indie Occidentali India Sudafrica Zimbabwe |
| ICC Trophy 1994          | 12 febbraio – 6 marzo 1994 | Varie | 3     | Emirati Arabi Uniti Kenya Paesi Bassi                                                             |
| Totale                   |                            |       | 12    |                                                                                                   |

## Formula
La formula cambiò nuovamente rispetto a quella del precedente torneo, questo a causa dell'ingresso di tre ulteriori squadre (Kenya, Emirati Arabi Uniti e Paesi Bassi, qualificate tramite l'ICC Trophy 1994) che portarono il totale a 12. Le squadre partecipanti vennero divise in due gironi all'italiana da 6 squadre ciascuno con partite di sola andata, al termine di tutte le partite del girone le prime quattro squadre si qualificavano ai quarti di finale incrociati (la prima di un gruppo con la quarta dell'altro, la seconda con la terza e così vià). Le vincenti dei quarti di finale approdavano alle semifinali, le vincenti delle semifinali si giocavano la finalissima.

## Fase a gironi

### Gruppo A

#### Partite
| Data             | Luogo                                             |                                          |                                           | Risultato |
| ---------------- | ------------------------------------------------- | ---------------------------------------- | ----------------------------------------- | --- |
| 16 febbraio 1996 | Lal Bahadur Shastri Stadium Hyderabad, India      | Zimbabwe 151/9 (50 overs)                | Indie Occidentali 155/4 (29.3 overs)      | WIN vince di 6 wickets                                                                                           |
| 17 febbraio 1996 | R. Premadasa Stadium Colombo, Sri Lanka           | Sri Lanka 0/0 (0 overs)                  | Australia 0/0 (0 overs)                   | SRI vince per forfait AUS rifiuta di giocare per motivi di sicurezza                                             |
| 18 febbraio 1996 | Barabati Stadium Cuttack, India                   | Kenya 199/6 (50 overs)                   | India 203/3 (41.5 overs)                  | IND vince di 7 wickets                                                                                           |
| 21 febbraio 1996 | Sinhalese Sports Club Ground Colombo, Sri Lanka   | Zimbabwe 228/6 (50 overs)                | Sri Lanka 229/4 (37 overs)                | SRI vince di 6 wickets                                                                                           |
| 21 febbraio 1996 | Roop Singh Stadium Gwalior, India                 | Indie Occidentali 173/all out (50 overs) | India 174/5 (39.4 overs)                  | IND vince di 5 wickets                                                                                           |
| 23 febbraio 1996 | Indira Priyadarshini Stadium Visakhapatnam, India | Australia 304/7 (50 overs)               | Kenya 207/7 (50 overs)                    | AUS vince di 97 runs                                                                                             |
| 26 febbraio 1996 | R. Premadasa Stadium Colombo, Sri Lanka           | Sri Lanka 0/0 (0 overs)                  | Indie Occidentali 0/0 (0 overs)           | SRI vince per forfait WIN rifiuta di giocare per motivi di sicurezza                                             |
| 26 febbraio 1996 | Moin-ul-Haq Stadium Patna, India                  | Kenya 134/all out (49.4 overs)           | Zimbabwe 137/5 (42.2 overs)               | ZIM vince di 5 wickets Iniziata il 25 e sospesa per pioggia dopo 15.5 overs dello ZIM, completata il giorno dopo |
| 27 febbraio 1996 | Wankhede Stadium Mumbai, India                    | Australia 258/all out (50 overs)         | India 242/all out (48 overs)              | AUS vince di 16 runs                                                                                             |
| 29 febbraio 1996 | Nehru Stadium Pune, India                         | Kenya 166/all out (49.3 overs)           | Indie Occidentali 92/all out (35.2 overs) | KEN vince di 74 runs                                                                                             |
| 1º marzo 1996    | Vidarbha Cricket Association Ground Nagpur, India | Zimbabwe 154/all out (45.3 overs)        | Australia 158/2 (36 overs)                | AUS vince di 8 wickets                                                                                           |
| 2 marzo 1996     | Feroz Shah Kotla Nuova Delhi, India               | India 271/3 (50 overs)                   | Sri Lanka 272/4 (48.4 overs)              | SRI vince di 6 wickets                                                                                           |
| 4 marzo 1996     | Sawai Mansingh Stadium Jaipur, India              | Australia 229/6 (50 overs)               | Indie Occidentali 232/6 (48.5 overs)      | WIN vince di 4 wickets                                                                                           |
| 6 marzo 1996     | Green Park Stadium Kanpur, India                  | India 247/5 (overs)                      | Zimbabwe 207/all out (49.4 overs)         | IND vince di 40 runs                                                                                             |
| 6 marzo 1996     | Asgiriya Stadium Kandy, Sri Lanka                 | Sri Lanka 398/5 (50 overs)               | Kenya 254/7 (50 overs)                    | SRI vince di 144 runs                                                                                            |

#### Classifica
| Team              | Pts | Pld | W | L | NR | T | NRR   |
| ----------------- | --- | --- | - | - | -- | - | ----- |
| Sri Lanka         | 10  | 5   | 5 | 0 | 0  | 0 | 1.60  |
| Australia         | 6   | 5   | 3 | 2 | 0  | 0 | 0.90  |
| India             | 6   | 5   | 3 | 2 | 0  | 0 | 0.45  |
| Indie Occidentali | 4   | 5   | 2 | 3 | 0  | 0 | −0.13 |
| Zimbabwe          | 2   | 5   | 1 | 4 | 0  | 0 | −0.93 |
| Kenya             | 2   | 5   | 1 | 4 | 0  | 0 | −1.00 |

### Gruppo B

#### Partite
| Data             | Luogo                                           |                                              |                                        | Risultato                                                                         |
| ---------------- | ----------------------------------------------- | -------------------------------------------- | -------------------------------------- | --------------------------------------------------------------------------------- |
| 14 febbraio 1996 | Gujarat Stadium Ahmedabad, India                | Nuova Zelanda 239/6 (50 overs)               | Inghilterra 228/9 (50 overs)           | NZL vince di 11 runs                                                              |
| 16 febbraio 1996 | Rawalpindi Cricket Stadium Rawalpindi, Pakistan | Sudafrica 321/2 (50 overs)                   | Emirati Arabi Uniti 152/8 (50 overs)   | RSA vince di 169 runs                                                             |
| 17 febbraio 1996 | Reliance Stadium Vadodara, India                | Nuova Zelanda 307/8 (50 overs)               | Paesi Bassi 188/7 (50 overs)           | NZL vince di 119 runs                                                             |
| 18 febbraio 1996 | Arbab Niaz Stadium Peshawar, Pakistan           | Emirati Arabi Uniti 136/all out (48.3 overs) | Inghilterra 140/2 (35 overs)           | ENG vince di 8 wickets                                                            |
| 20 febbraio 1996 | Iqbal Stadium Faisalabad, Pakistan              | Nuova Zelanda 177/9 (50 overs)               | Sudafrica 178/5 (37.3 overs)           | RSA vince di 5 wickets                                                            |
| 22 febbraio 1996 | Arbab Niaz Stadium Peshawar, Pakistan           | Inghilterra 279/4 (50 overs)                 | Paesi Bassi 230/6 (50 overs)           | ENG vince di 49 runs                                                              |
| 24 febbraio 1996 | Jinnah Stadium Gujranwala, Pakistan             | Emirati Arabi Uniti 109/9 (33 overs)         | Pakistan 112/1 (18 overs)              | PAK vince di 9 wickets Partita ridotta a 33 overs per parte per via della pioggia |
| 25 febbraio 1996 | Rawalpindi Cricket Stadium Rawalpindi, Pakistan | Sudafrica 230/all out (50 overs)             | Inghilterra 152/all out (44.3 overs)   | RSA vince di 78 runs                                                              |
| 26 febbraio 1996 | Gaddafi Stadium Lahore, Pakistan                | Paesi Bassi 145/7 (50 overs)                 | Pakistan 151/2 (30.4 overs)            | PAK vince di 8 wickets                                                            |
| 27 febbraio 1996 | Iqbal Stadium Faisalabad, Pakistan              | Nuova Zelanda 276/8 (47 overs)               | Emirati Arabi Uniti 167/9 (47 overs)   | NZL vince di 109 runs Partita ridotta a 47 overs per parte per via della pioggia  |
| 29 febbraio 1996 | Karachi National Stadium Karachi, Pakistan      | Pakistan 242/6 (50 overs)                    | Sudafrica 243/5 (44.2 overs)           | RSA vince di 5 wickets                                                            |
| 1º marzo 1996    | Gaddafi Stadium Lahore, Pakistan                | Paesi Bassi 216/9 (50 overs)                 | Emirati Arabi Uniti 220/3 (44.2 overs) | UAE vince di 7 wickets                                                            |
| 3 marzo 1996     | Karachi National Stadium Karachi, Pakistan      | Inghilterra 249/9 (50 overs)                 | Pakistan 250/3 (47.4 overs)            | PAK vince di 7 wickets                                                            |
| 5 marzo 1996     | Rawalpindi Cricket Stadium Rawalpindi, Pakistan | Sudafrica 328/3 (50 overs)                   | Paesi Bassi 168/8 (50 overs)           | RSA vince di 160 runs                                                             |
| 6 marzo 1996     | Gaddafi Stadium Lahore, Pakistan                | Pakistan 281/5 (50 overs)                    | Nuova Zelanda 235/all out (47.3 overs) | PAK vince di 46 runs                                                              |

#### Classifica
| Team                | Pts | Pld | W | L | NR | T | NRR   |
| ------------------- | --- | --- | - | - | -- | - | ----- |
| Sudafrica           | 10  | 5   | 5 | 0 | 0  | 0 | 2.04  |
| Pakistan            | 8   | 5   | 4 | 1 | 0  | 0 | 0.96  |
| Nuova Zelanda       | 6   | 5   | 3 | 2 | 0  | 0 | 0.55  |
| Inghilterra         | 4   | 5   | 2 | 3 | 0  | 0 | 0.08  |
| Emirati Arabi Uniti | 2   | 5   | 1 | 4 | 0  | 0 | −1.83 |
| Paesi Bassi         | 0   | 5   | 0 | 5 | 0  | 0 | −1.92 |

## Eliminazione diretta
|  | Quarti di finale  | Quarti di finale |                   |               | Semifinali                | Semifinali                |  |  | Finale | Finale |
|  |                   |                  |                   |               |                           |                           |  |  |        |        |
|  |                   |                  |                   |               |                           |                           |  |  |        |        |
|  |                   |                  |                   |               |                           |                           |  |  |        |        |
|  | Inghilterra       | 235/8            |                   |               |                           |                           |  |  |        |        |
|  | Inghilterra       | 235/8            |                   |               |                           |                           |  |  |        |        |
|  | Sri Lanka         | 236/5            |                   |               |                           |                           |  |  |        |        |
|  | Sri Lanka         | 236/5            | Sri Lanka         | 251/8         |                           |                           |  |  |        |        |
|  |                   |                  | Sri Lanka         | 251/8         |                           |                           |  |  |        |        |
|  |                   | India            | 120/8             |               |                           |                           |  |  |        |        |
|  | India             | India            | 120/8             | 287/8         |                           |                           |  |  |        |        |
|  | India             |                  |                   | 287/8         |                           |                           |  |  |        |        |
|  | Pakistan          | 248/9            |                   |               |                           |                           |  |  |        |        |
|  | Pakistan          | 248/9            | Sri Lanka         | 245/3         |                           |                           |  |  |        |        |
|  |                   |                  | Sri Lanka         | 245/3         |                           |                           |  |  |        |        |
|  |                   | Australia        | 241/7             |               |                           |                           |  |  |        |        |
|  | Indie Occidentali | Australia        | 241/7             | 264/8         |                           |                           |  |  |        |        |
|  | Indie Occidentali |                  |                   | 264/8         |                           |                           |  |  |        |        |
|  | Sudafrica         | 245              |                   |               |                           |                           |  |  |        |        |
|  | Sudafrica         | 245              | Indie Occidentali | 202           | Finale per il terzo posto | Finale per il terzo posto |  |  |        |        |
|  |                   |                  | Indie Occidentali | 202           | Finale per il terzo posto | Finale per il terzo posto |  |  |        |        |
|  |                   | Australia        | 207/8             |               |                           |                           |  |  |        |        |
|  | Nuova Zelanda     | Australia        | 207/8             | 286/9         | Non disputata             |                           |  |  |        |        |
|  | Nuova Zelanda     |                  |                   | 286/9         | Non disputata             |                           |  |  |        |        |
|  | Australia         | 289/4            |                   | Non disputata |                           |                           |  |  |        |        |
|  | Australia         | 289/4            |                   |               |                           |                           |  |  |        |        |
|  |                   |                  |                   |               |                           |                           |  |  |        |        |
|  |                   |                  |                   |               |                           |                           |  |  |        |        |

### Quarti di finale
| Data          | Luogo                                      | In battuta (nel I innings)         | Al lancio (nel I innings)          | Risultato                                           |
| ------------- | ------------------------------------------ | ---------------------------------- | ---------------------------------- | --------------------------------------------------- |
| 9 marzo 1996  | Iqbal Stadium Faisalabad, Pakistan         | Inghilterra 235/8 (50 overs)       | Sri Lanka 236/5 (40.4 overs)       | SRI vince di 5 wickets                              |
| 9 marzo 1996  | M. Chinnaswamy Stadium Bangalore, India    | India 287/8 (50 overs)             | Pakistan 248/9 (49 overs)          | IND vince di 39 runs Pakistan penalizzato di 1 over |
| 11 marzo 1996 | Karachi National Stadium Karachi, Pakistan | Indie Occidentali 264/8 (50 overs) | Sudafrica 245/all out (49.3 overs) | WIN vince di 19 runs                                |
| 11 marzo 1996 | M. A. Chidambaram Stadium Madras, India    | Nuova Zelanda 286/9 (50 overs)     | Australia 289/4 (47.5 overs)       | AUS vince di 6 wickets                              |

### Semifinali
| Data          | Luogo                                            | In battuta (nel I innings) | Al lancio (nel I innings)                  | Risultato                                                                             |
| ------------- | ------------------------------------------------ | -------------------------- | ------------------------------------------ | ------------------------------------------------------------------------------------- |
| 13 marzo 1996 | Eden Gardens Calcutta, India                     | Sri Lanka 251/8 (50 overs) | India 120/8 (34.1 overs)                   | SRI dichiarata vincitrice Partita interrotta a causa delle contestazioni del pubblico |
| 14 marzo 1996 | Punjab Cricket Association Stadium Mohali, India | Australia 207/8 (50 overs) | Indie Occidentali 202/all out (49.2 overs) | AUS vince di 5 runs                                                                   |

### Finale
| Data          | Luogo                            | In battuta (nel I innings) | Al lancio (nel I innings)    | Risultato              |
| ------------- | -------------------------------- | -------------------------- | ---------------------------- | ---------------------- |
| 17 marzo 1996 | Gaddafi Stadium Lahore, Pakistan | Australia 241/7 (50 overs) | Sri Lanka 245/3 (46.2 overs) | SRI vince di 7 wickets |

## Statistiche

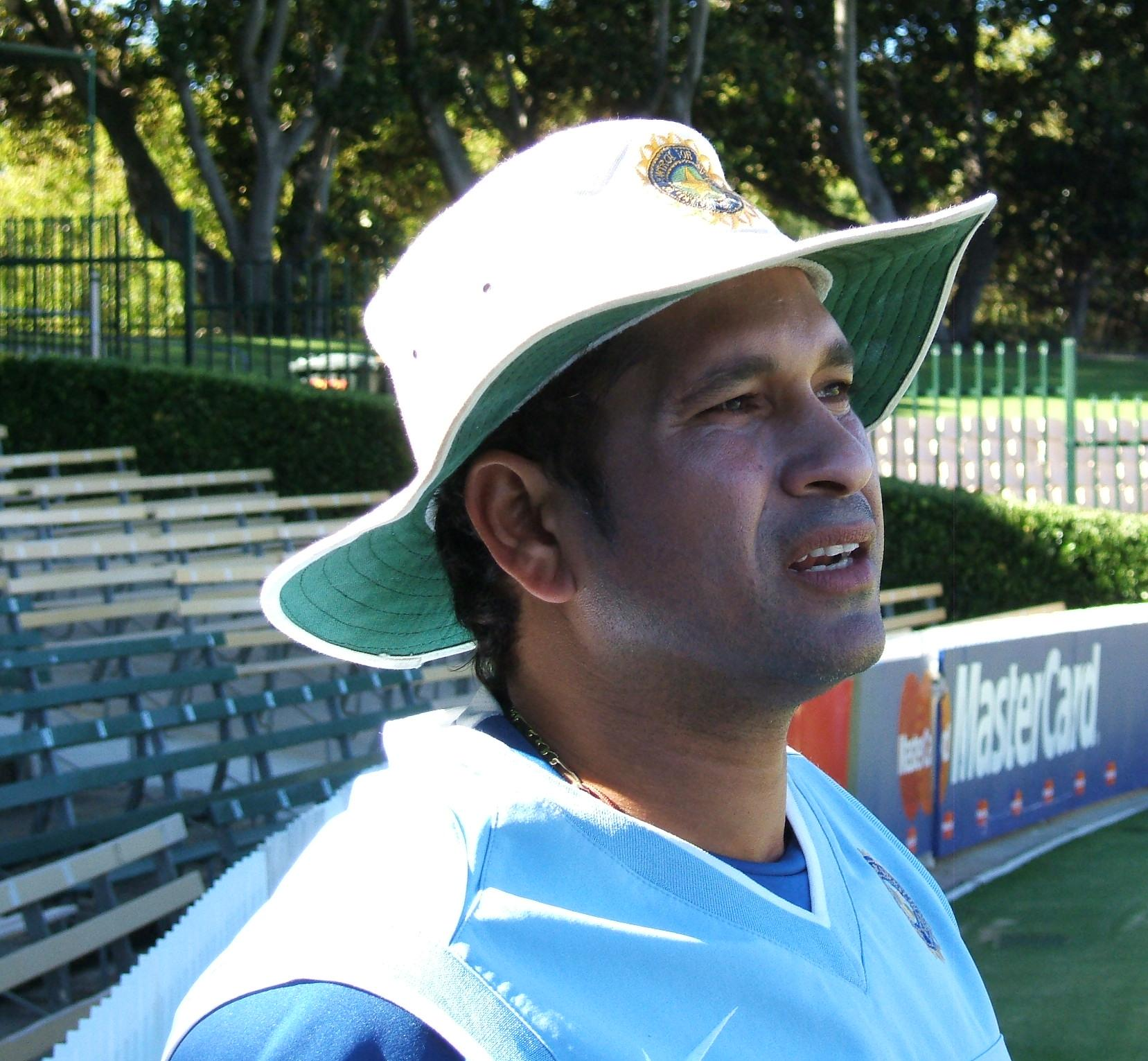
Sachin Tendulkar

| Runs | Giocatore         | Nazione   |
| ---- | ----------------- | --------- |
| 523  | Sachin Tendulkar  | India     |
| 484  | Mark Waugh        | Australia |
| 448  | Aravinda de Silva | Sri Lanka |
| 391  | Gary Kirsten      | Sudafrica |
| 329  | Saeed Anwar       | Pakistan  |

| Wickets        | Giocatore         | Nazione  |
| -------------- | ----------------- | -------- |
| 15             | Anil Kumble       | India    |
| 13             | Waqar Younis      | Pakistan |
| 12             |                   |          |
| Paul Strang    | Zimbabwe          |          |
| Roger Harper   | Indie Occidentali |          |
| Damien Fleming | Australia         |          |
| Shane Warne    | Australia         |          |